# Глинене ноге
Глинене ноге (енгл. Feet of Clay; издат 1996) је деветнаести роман Терија Прачета о Дисксвету. Ово је трећи роман о Градској стражи Анк-Морпорка.

## Радња
У великом граду-држави Анк-Морпорку почињу да се дешавају чудна убиства, која су заповедника ноћне страже команданта Вајмса, ставила на праве муке; наизглед нема мотива, али ни трагова о убици. Некако у исто време, почињу да се дешавају необичне ствари са големима, створењима сачињеним од глине чија је једина сврха да бесомучно раде без предаха. Такође, изведен је и неуспешан атентат на Патриција Ветинарија, владара града. Међутим, ипак је онеспособљен и заповедници Еснафа почињу да се боре за превласт, али и да траже могућег заменика Патрицију уколико овај ипак подлегне. У свем том метежу, открива се да је каплар Ноби, који мора да показује уверење да је уопште људско биће, заправо потомак веома племените породице. Док племство и заповедници Еснафа покушавају да убеде Нобија да се прихвати улоге краља, командант Вајмс уз помоћ харизматичног капетана Керота, лепе Ангуе која је заправо вукодлак с предлунарним синдромом и патуљком који се веома необично понаша, покушава да похвата конце и схвати шта се то заиста збива... 

## Цитати
А сад та убиства. Нико неће хтети ни прстом да мрдне осим страже. Два старца убијена у истом дану. Ништа није украдено... Одмах се исправио: ништа очигледно није украдено. Додуше, проблем с украденим стварима јесте управо то што се не виде. Готово сигурно се нису петљали с туђим женама. Вероватно се више нису сећали ни како се то ради. Један је дане проводио међу старим верским књигама, а други је- о, богови!- био стручњак за бојна пецива.
А где да га ставимо, а да га нико не открије? На последњем месту где ће га тражити господине. Не. То је глупо. Стави га тамо где га нико неће тражити.